# Абросимово (Псковская область)
Абросимово — деревня в Опочецком районе Псковской области России. Входит в состав Звонской волости.
Расположена в 37 км к югу от города Опочка и в 5 км к западу от деревни Лобово.
До 2005 года деревня входила в состав ныне упразднённой Лобовской волости с центром в д. Лобово.

## Население
| 2001 | 2002 | 2010 | 2013 | 2014 | 2015 | 2016 |
| ---- | ---- | ---- | ---- | ---- | ---- | ---- |
| 16   | ↘13  | ↘4   | ↘3   | →3   | →3   | →3   |